# Энсий
Энси́й (фр. Aincille) — коммуна во Франции, находится в регионе Аквитания. Департамент — Атлантические Пиренеи. Входит в состав кантона Монтань-Баск. Округ коммуны — Байонна.
Код INSEE коммуны — 64011.

## География

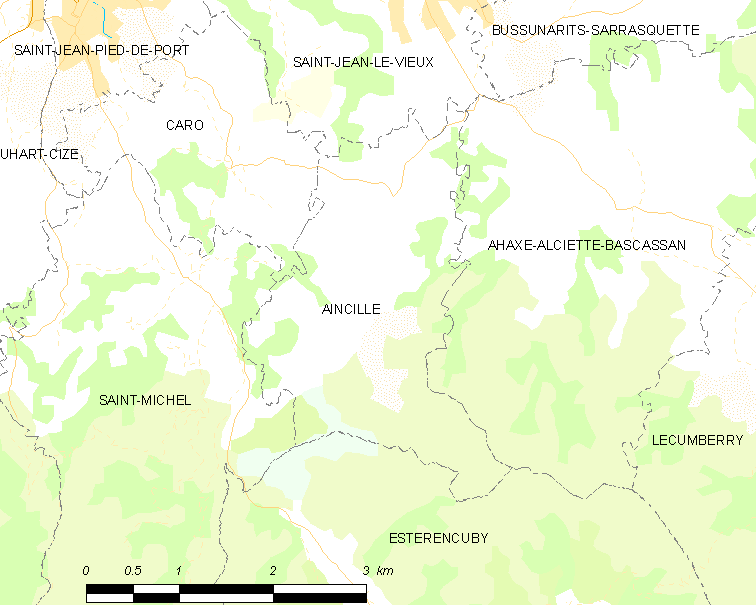
Карта коммуны

Коммуна расположена приблизительно в 700 км к юго-западу от Парижа, в 195 км южнее Бордо, в 70 км к западу от По.

### Климат
Климат тёплый океанический. Зима мягкая, средняя температура января — от +5°С до +13°С, температуры ниже −10 °C бывают редко. Снег выпадает около 15 дней в году с ноября по апрель. Максимальная температура летом порядка 20-30 °C, выше 35 °C бывает очень редко. Количество осадков высокое, порядка 1100 мм в год. Характерна безветренная погода, сильные ветры очень редки.

## Население
Население коммуны на 2010 год составляло 135 человек.
| 1962 | 1968 | 1975 | 1982 | 1990 | 1999 | 2010 |
| ---- | ---- | ---- | ---- | ---- | ---- | ---- |
| 146  | 123  | 136  | 113  | 110  | 103  | 135  |

## Администрация
| Период | Период | Фамилия         | Партия | Примечания |
| ------ | ------ | --------------- | ------ | ---------- |
| 1995   | 2008   | Жан Франсестеги |        |            |
| 2008   | 2020   | Жильбер Осафрен |        |            |

## Экономика
В 2010 году среди 76 человек трудоспособного возраста (15-64 лет) 50 были экономически активными, 26 — неактивными (показатель активности — 65,8 %, в 1999 году было 57,6 %). Из 50 активных жителей работали 46 человек (26 мужчин и 20 женщин), безработных было 4 (2 мужчин и 2 женщины). Среди 26 неактивных 5 человек были учениками или студентами, 9 — пенсионерами, 12 были неактивными по другим причинам.

## Достопримечательности
- Церковь Успения Божьей Матери и Св. Иоанна Крестителя (среднее средневековье)[4]
- Крест на перекрёстке. Исторический памятник с 1986 года[5]
- Крест на кладбище (XVII век). Исторический памятник с 1986 года[6]

## Фотогалерея

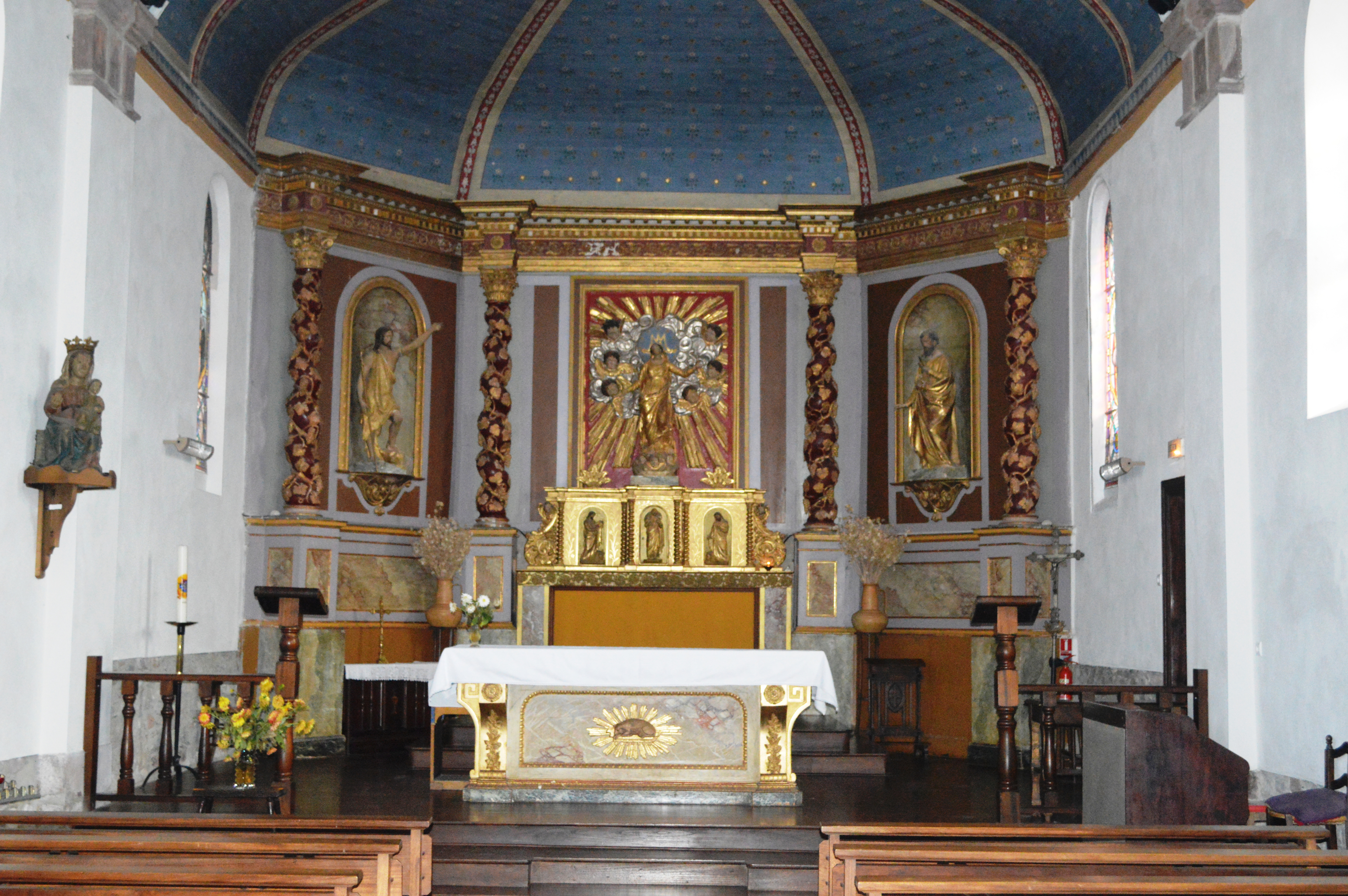
Интерьер церкви Успения Божьей Матери и Св. Иоанна Крестителя
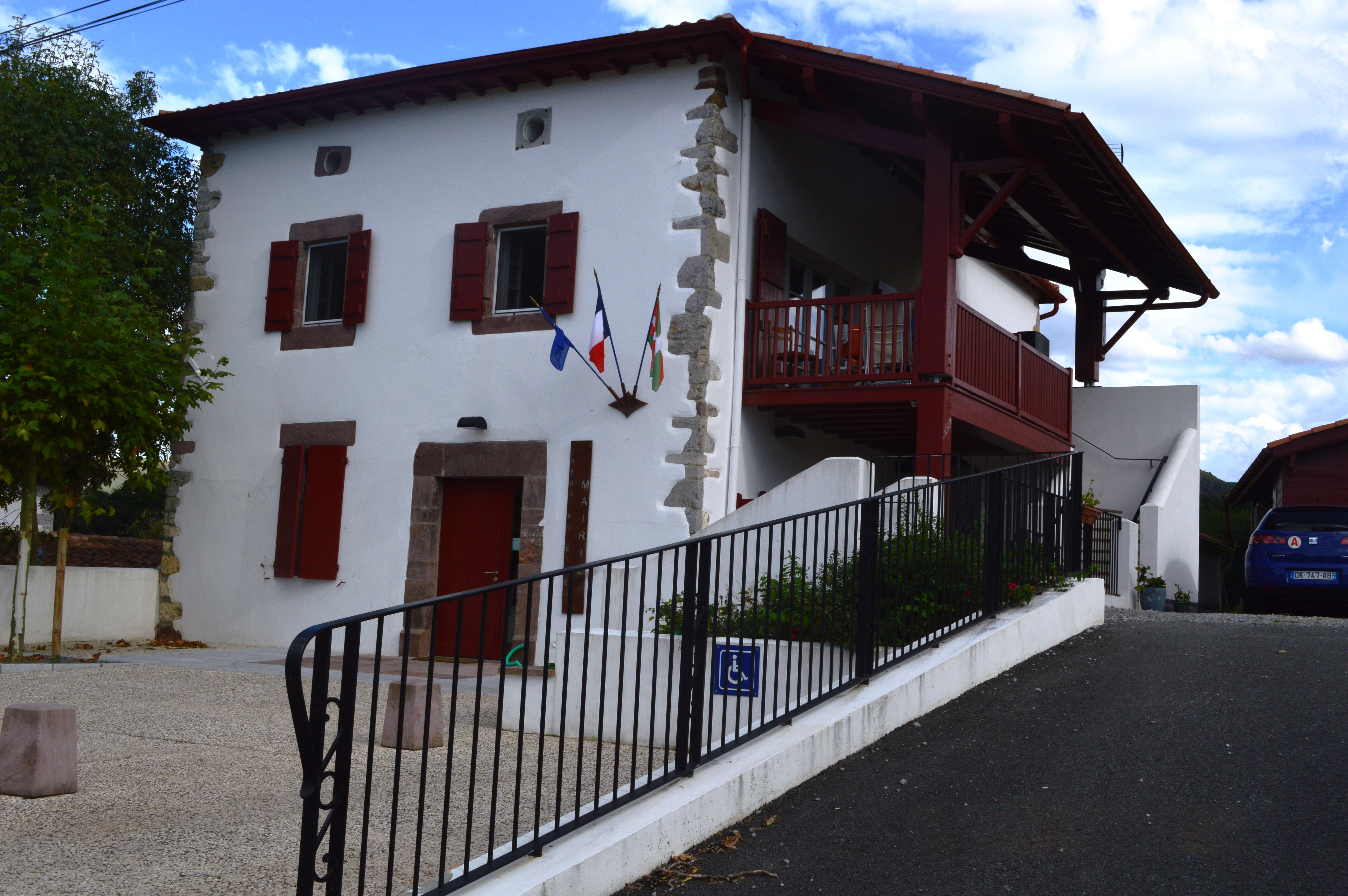
Мэрия
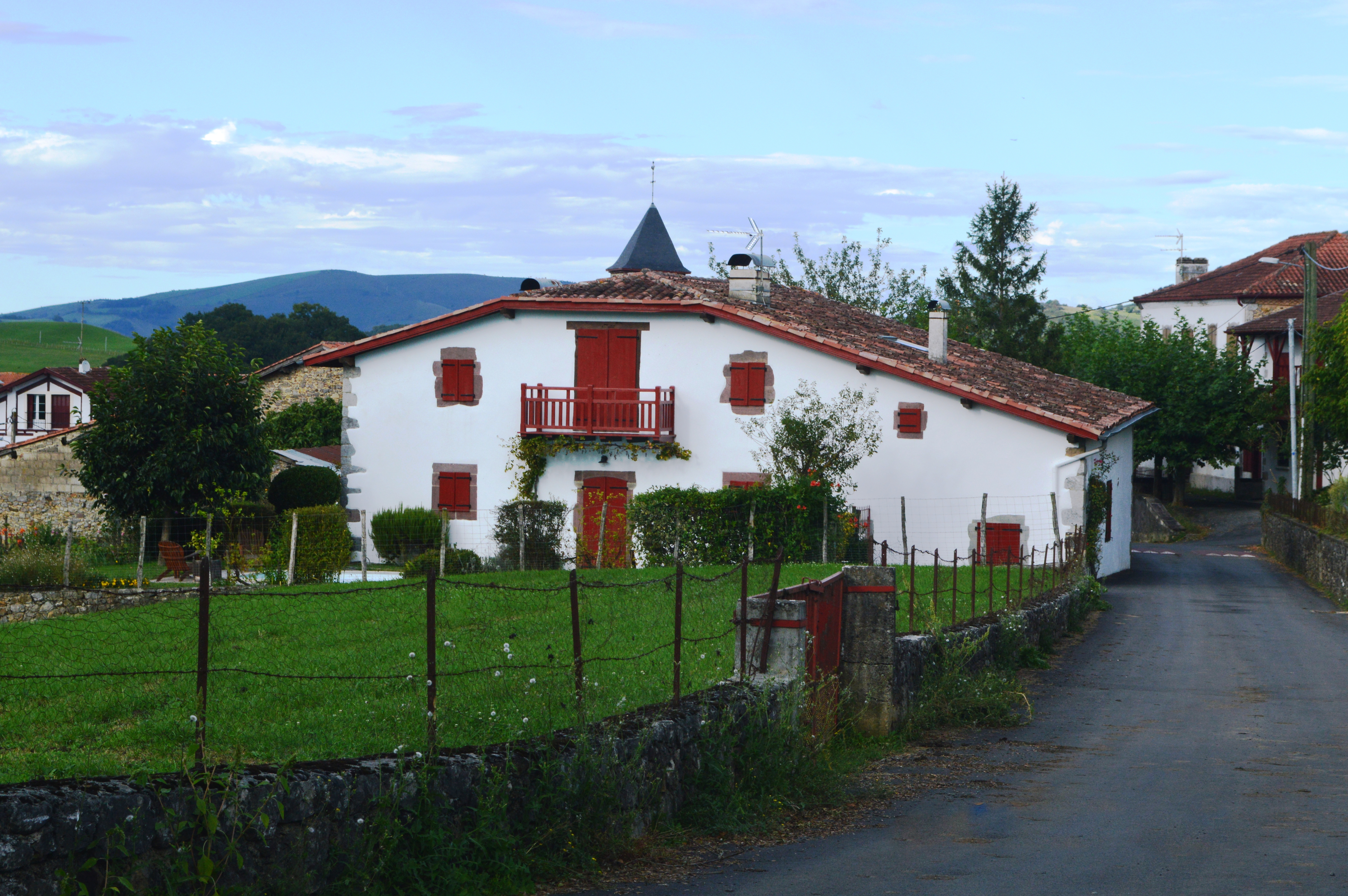
Типичный дом
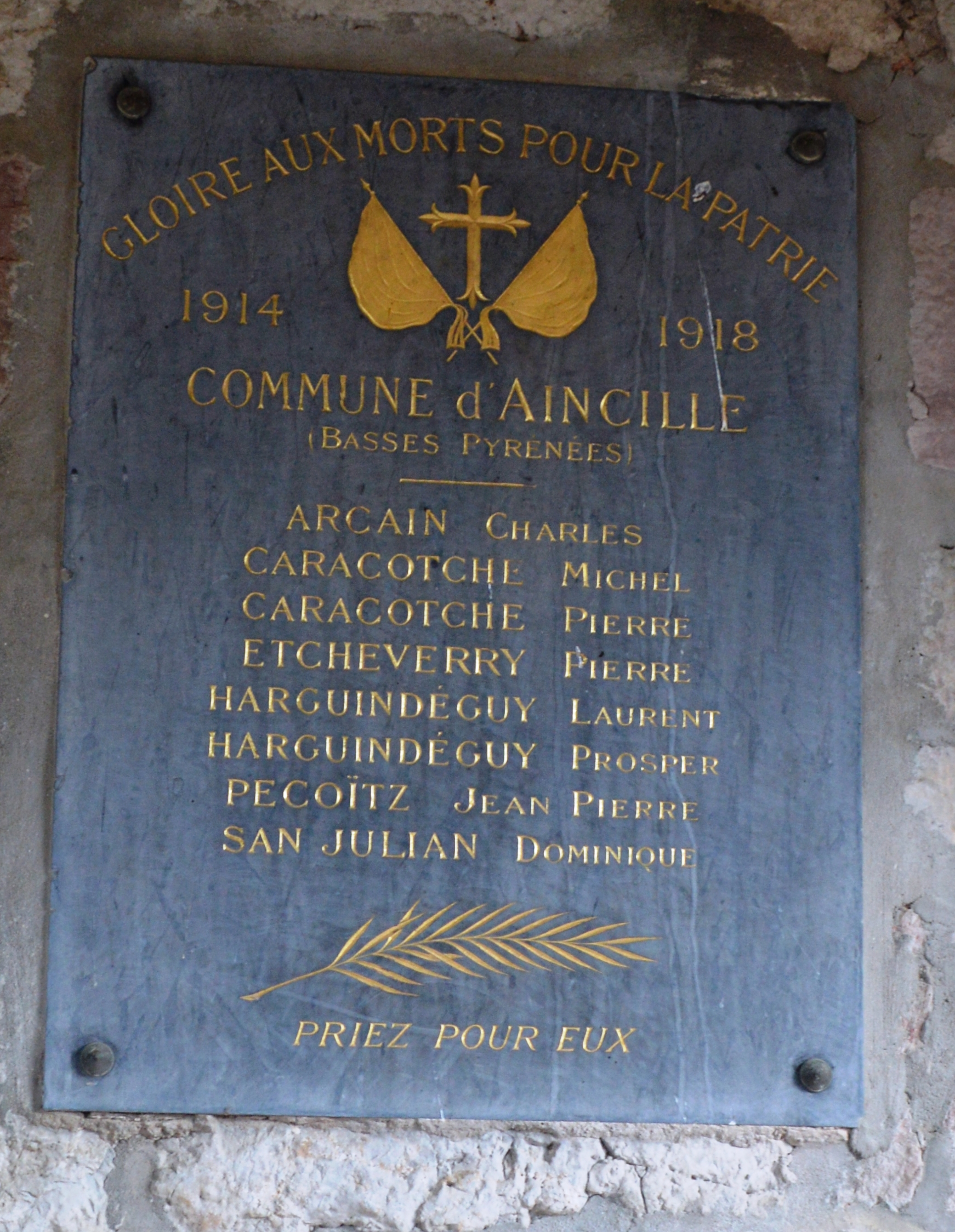
Военный мемориал
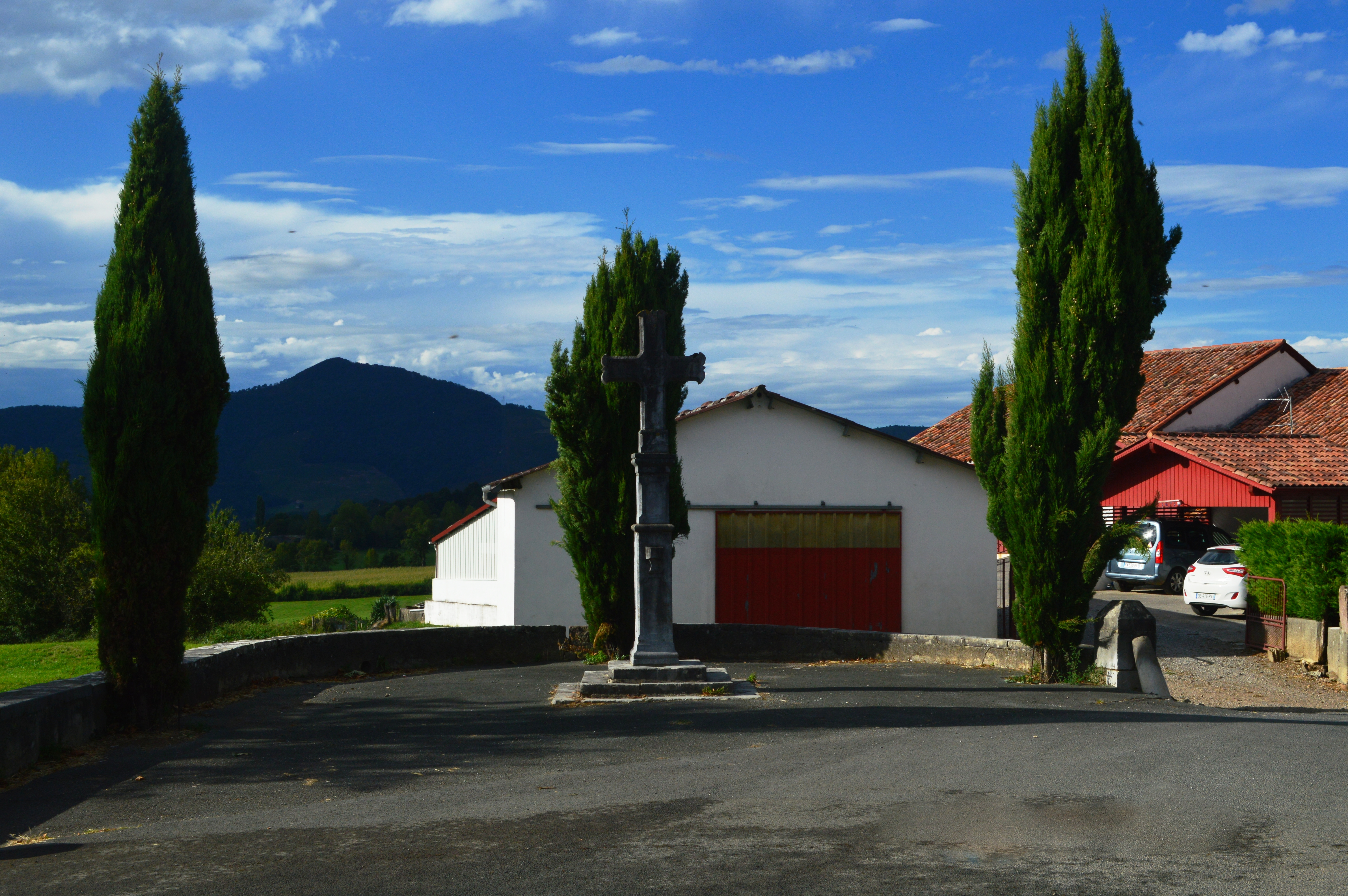
Крест на перекрёстке
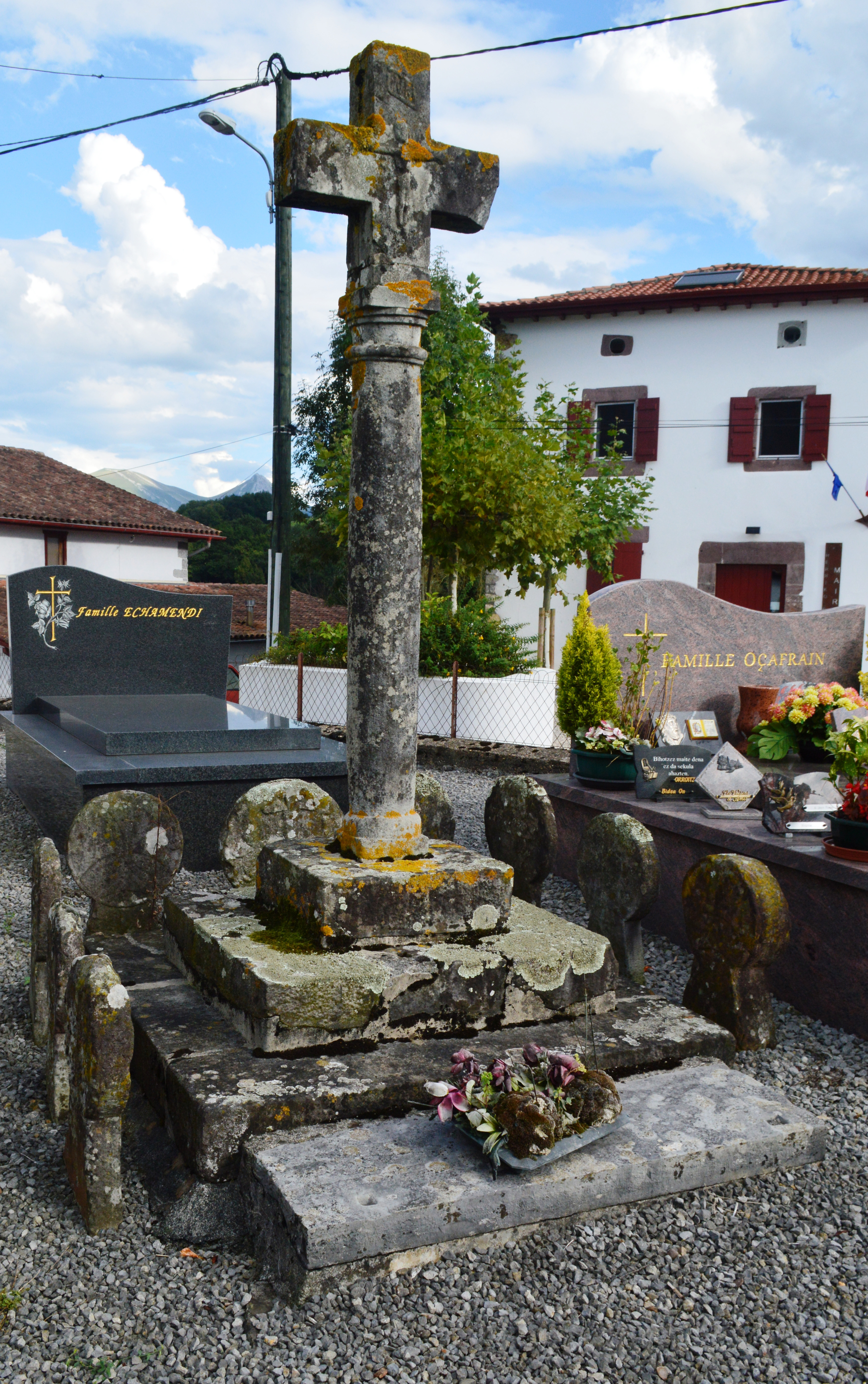
Крест на кладбище